# Comitatul Wetaskiwin, Alberta
Comitatul Wetaskiwin, din provincia Alberta, Canada este un district municipal, amplasare coordonate 52°58′10″N 113°22′37″W / 52.969444°N 113.376944°V. Districtul se află în Diviziunea de recensământ 11. El se întinde pe suprafața de 3,129.40 km2  și avea în anul 2011 o populație de 10,866 locuitori.
Cities Orașe
- Wetaskiwin

Towns Localități urbane
- Millet

Villages Sate
--
Summer villages Sate de vacanță
- Argentia Beach
- Crystal Springs
- Grandview
- Ma-Me-O Beach
- Norris Beach
- Poplar Bay
- Silver Beach

Hamlets, cătune
- Alder Flats
- Buck Lake
- Falun
- Gwynne
- Mulhurst Bay
- Village at Pigeon Lake
- Westerose
- Winfield

Așezări
- Aspen Acres
- Battle Lake
- Beachside Estates
- Bevan Estates
- Brightview
- Curilane Beach
- Diana
- Fairview Heights
- Fraspur
- Ganske
- Grandview Heights
- Knob Hill
- Lakeland Estates
- Lakeside Country Estates
- Lansdowne Park
- Larch Tree Park
- Malmo
- Maywood Bay
- Maywood Subdivision
- Modest Creek Estates
- Mullen Dalf
- Norbuck
- Nordic Place
- Patience
- Peace Hills Heights
- Peace Hills Park
- Pendryl
- Pineridge Downs
- Pipestone
- Prestone Village
- Springtree Park
- Texaco Bonnie Glen Camp
- Thompson Subdivision
- Town Lake
- Usona
- Viola Beach
- Wenham Valley
- Willowhaven Estates
- Wizard Heights
- Yeoford

1. 1 2  Population and dwelling counts, for Canada, provinces and territories, and census subdivisions (municipalities), 2016 and 2011 censuses – 100% data (în engleză), 20 februarie 2019